# 서울천왕초등학교
서울천왕초등학교(天旺初等學校)는 대한민국 서울특별시 구로구 천왕동에 있는 공립 초등학교이다.

## 학교 연혁
- 2011년 7월 6일 : 초대 교장선생님 취임
- 2011년 7월 28일 : 서울천왕초등학교 설립인가
- 2011년 9월 1일 : 서울형혁신학교지정, 시업식
- 2011년 11월 28일 : 서울천왕초등학교 개교
- 2012년 2월 15일 : 1회 졸업식
- 2012년 3월 2일 : 1회 입학식
- 2015년 3월 1일 : 2대 교장선생님 취임
- 2019년 3월 1일 : 3대 교장선생님 취임

## 참고 자료
- 서울천왕초등학교 - 한국교육학술정보원 학교알리미